# 石川宮麻呂
石川 宮麻呂（いしかわ の みやまろ）は、飛鳥時代から奈良時代にかけての公卿。名は宮守とも記される。大紫・蘇我連子の五男。官位は従三位・右大弁。

## 経歴
大宝3年（703年）持統上皇の葬儀に際して御装束司を務める。従四位下に昇叙された後、慶雲2年（705年）大宰大弐に任ぜられ地方官に転じる。
元明朝に入り、和銅元年（708年）右大弁に任ぜられると、和銅4年（711年）正四位下、和銅6年（713年）正月には従三位に至る。同年12月6日に薨去。最終官位は右大弁従三位。
『万葉集』に、長田王が水島（現在の熊本県八代市植柳。球磨川の支流である南川の河口にある小島とされる)で詠んだ和歌に対する返歌の作者である石川大夫は石川宮麻呂もしくは石川君子と考えられている。
『続日本紀』による。
- 時期不詳：正五位下
- 大宝3年（703年） 10月9日：御装束司
- 時期不詳：従四位下
- 慶雲2年（705年） 11月28日：大宰大弐
- 和銅元年（708年） 3月13日：右大弁
- 和銅4年（711年） 4月7日：正四位下
- 和銅6年（713年） 正月23日：従三位。12月6日：薨去（右大弁従三位）